# Mercedes-Benz OM 639/OM 640
Der OM 640 ist ein Dieselmotor mit vier Zylindern in Reihenanordnung von Mercedes-Benz. Er wurde von 2004 bis 2012 in der A- und B-Klasse eingebaut. Der mit dem OM 640 am ehesten vergleichbare Ottomotor mit ähnlicher Form ist der M 266, Vorgänger war der OM 668.

## Technik
Der OM 640 besitzt eine Common-Rail-Einspritzung und vier Ventile pro Zylinder. Alle Varianten sind mit Motoraufladung und Ladeluftkühlung ausgestattet. Wie bei Mercedes üblich erfolgt der Antrieb der obenliegenden Nockenwellen über zwei Steuerketten.
Der Motor ist ca. 60° nach vorne geneigt und wird quer eingebaut hinter der angetriebenen Vorderachse bei Fahrzeugen mit Sandwichboden. Die Kraftübertragung erfolgt über ein Schaltgetriebe mit fünf (160 CDI) bzw. sechs Gängen (180 CDI und 200 CDI) oder über die stufenlose Autotronic. Motor und Getriebe waren aufgrund der ungewöhnlichen Einbauposition nur in diesen Fahrzeugen verwendbar.

## Varianten

### OM 640
| Motor*               | Bezeichnung | Hubraum  | Bohrung · Hub | Verdichtungs- Verhältnis | Leistung                     | Drehmoment               | Modell               |
| -------------------- | ----------- | -------- | ------------- | ------------------------ | ---------------------------- | ------------------------ | -------------------- |
| OM 640 DE 20 LA red. | 640.942     | 1991 cm³ | 83·92 mm      | 18:1                     | 60 kW (82 PS) bei 4200/min   | 180 Nm bei 1400–2600/min | A 160 CDI            |
| OM 640 DE 20 LA red. | 640.940     | 1991 cm³ | 83·92 mm      | 18:1                     | 80 kW (109 PS) bei 4200/min  | 250 Nm bei 1600–2600/min | A 180 CDI, B 180 CDI |
| OM 640 DE 20 LA      | 640.941     | 1991 cm³ | 83·92 mm      | 18:1                     | 103 kW (140 PS) bei 4200/min | 300 Nm bei 1600–3000/min | A 200 CDI, B 200 CDI |

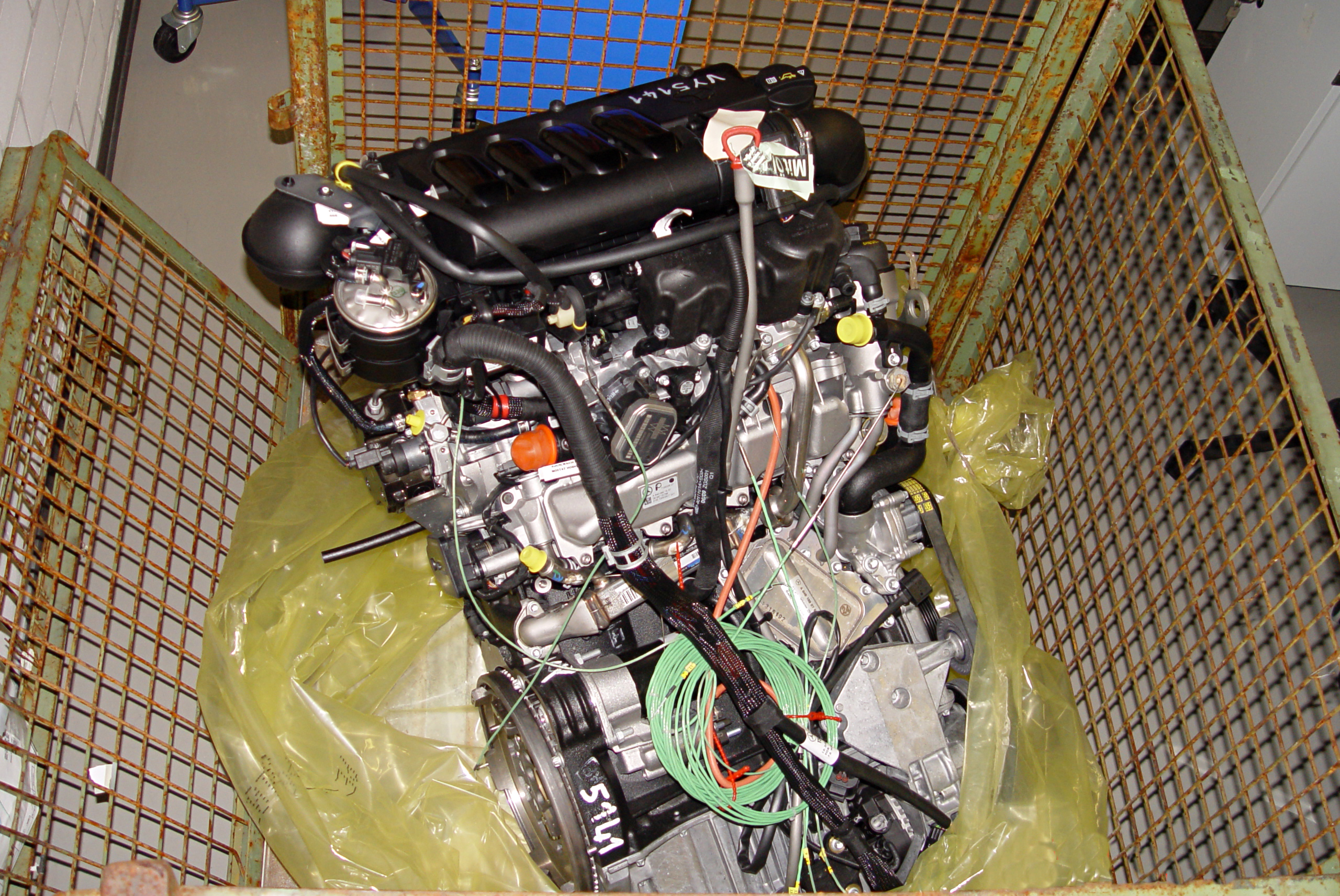
OM640

Mechanisch sind die Triebwerke alle gleich aufgebaut. Durch Unterschiede in der Motorsteuerung und der Aufladung erreichen sie unterschiedliche Leistungswerte.

### OM 639
Auf Basis des OM 640 wurde im Smart Forfour und Mitsubishi Colt ab 2004 eine um einen Zylinder gekappte Variante eingesetzt. Auch der OM 639 besitzt Steuerketten und eine Common-Rail-Einspritzung, bis auf den fehlenden vierten Zylinder sind Daten wie Bohrung und Hub identisch. Die Einbauposition ist allerdings die bei Frontantrieb typische: Motor stehend quer vor der Vorderachse. Angeboten wurde er in zwei Leistungsstufen:
| Motor*               | Hubraum  | Bohrung·Hub | Verdichtungsverhältnis | Leistung                   | Drehmoment          | Modell          |
| -------------------- | -------- | ----------- | ---------------------- | -------------------------- | ------------------- | --------------- |
| OM 639 DE 15 LA red. | 1493 cm³ | 83·92 mm    | 18:1                   | 50 kW (68 PS) bei 4000/min | 160 Nm bei 1600/min | forfour cdi     |
| OM 639 DE 15 LA      | 1493 cm³ | 83·92 mm    | 18:1                   | 70 kW (95 PS) bei 4000/min | 210 Nm bei 1800/min | forfour 1.5 cdi |

 * Die Motorbezeichnung ist wie folgt verschlüsselt:
OM = Ölmotor (Diesel), Baureihe = 3-stellig, DE = Direkteinspritzung, Hubraum = Deziliter (gerundet), L = Ladeluftkühlung, A = Abgasturbolader, red. = leistungsreduziert

## Sonstiges
Vorgängermodell war der Motor OM 668, von dem der Flugmotor Thielert Centurion 1.7 abgeleitet wurde.
Das Modell OM 640 wurde zum Flugmotor Thielert Centurion 2.0 abgewandelt.